# Nationales Historisches Museum Athen

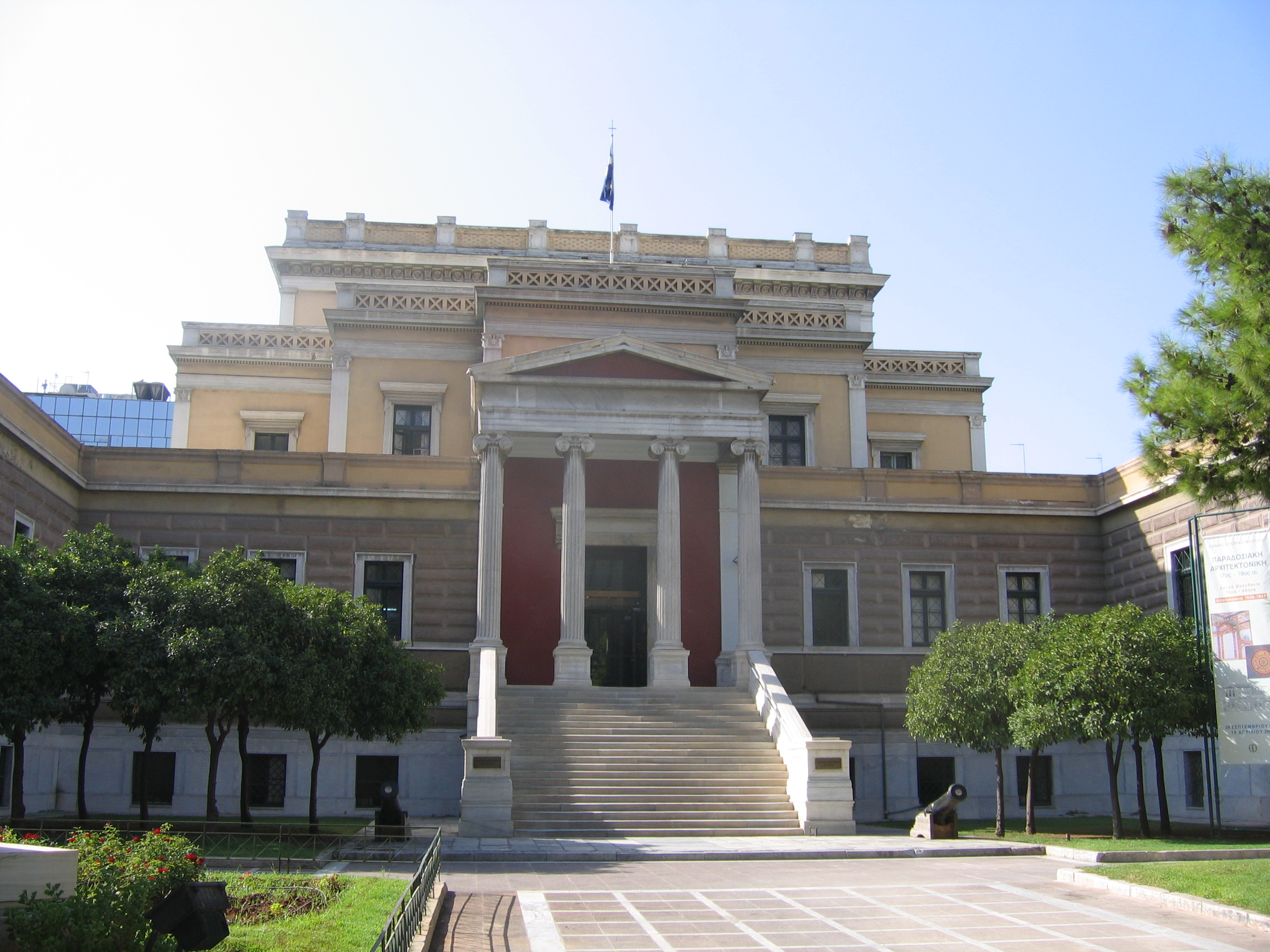
Altes Parlament in Athen. Sitz des Nationalhistorischen Museums

Das Nationale Historische Museum (griechisch Εθνικό Ιστορικό Μουσείο Ethniko Istoriko Mousio) in Athen zeigt Exponate der griechischen Geschichte im alten Parlamentsgebäude in Athen. Getragen wird es durch die 1882 gegründete Historische und Ethnologische Gesellschaft Griechenlands (IEEE).

## Sammlung
Die Sammlung umfasst die Zeit von der Einnahme Konstantinopels durch das Osmanische Reich 1453 bis zur neueren Geschichte Griechenlands. Im Laufe von 120 Jahren wurde reichhaltiges Material zusammengetragen. Dazu gehört auch ein Archiv mit Dokumenten, Handschriften und Fotografien und eine Bibliothek.

## Gebäude

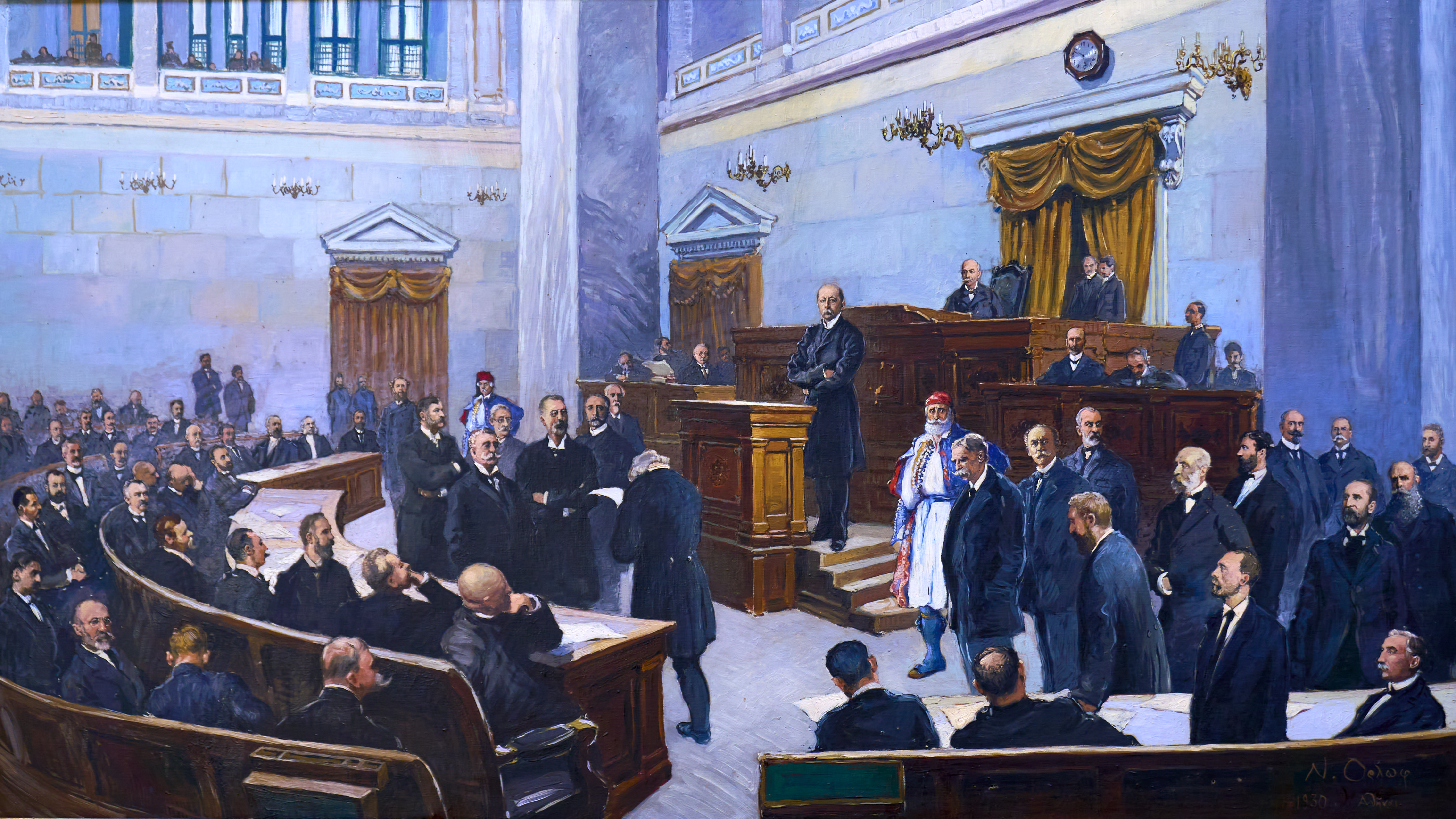
Sitzung des griechischen Parlaments am Ende des 19. Jahrhunderts. Ölgemälde von N. Orlof

Das Museumsgebäude ist das ehemalige Parlamentsgebäude. Der klassizistische Bau in der Stadiou-Straße 13 wurde von François-Louis-Florimond Boulanger (* 1807; † 1875) 1858 entworfen, an der Ausführung maßgeblich beteiligt war der Athener Architekt Panagiotis Kalkos. Bis 1935 tagte hier das griechische Parlament. Der Plenarsaal ist unverändert erhalten, die übrigen Räume für die Museumszwecke hergerichtet.

## Präsentation

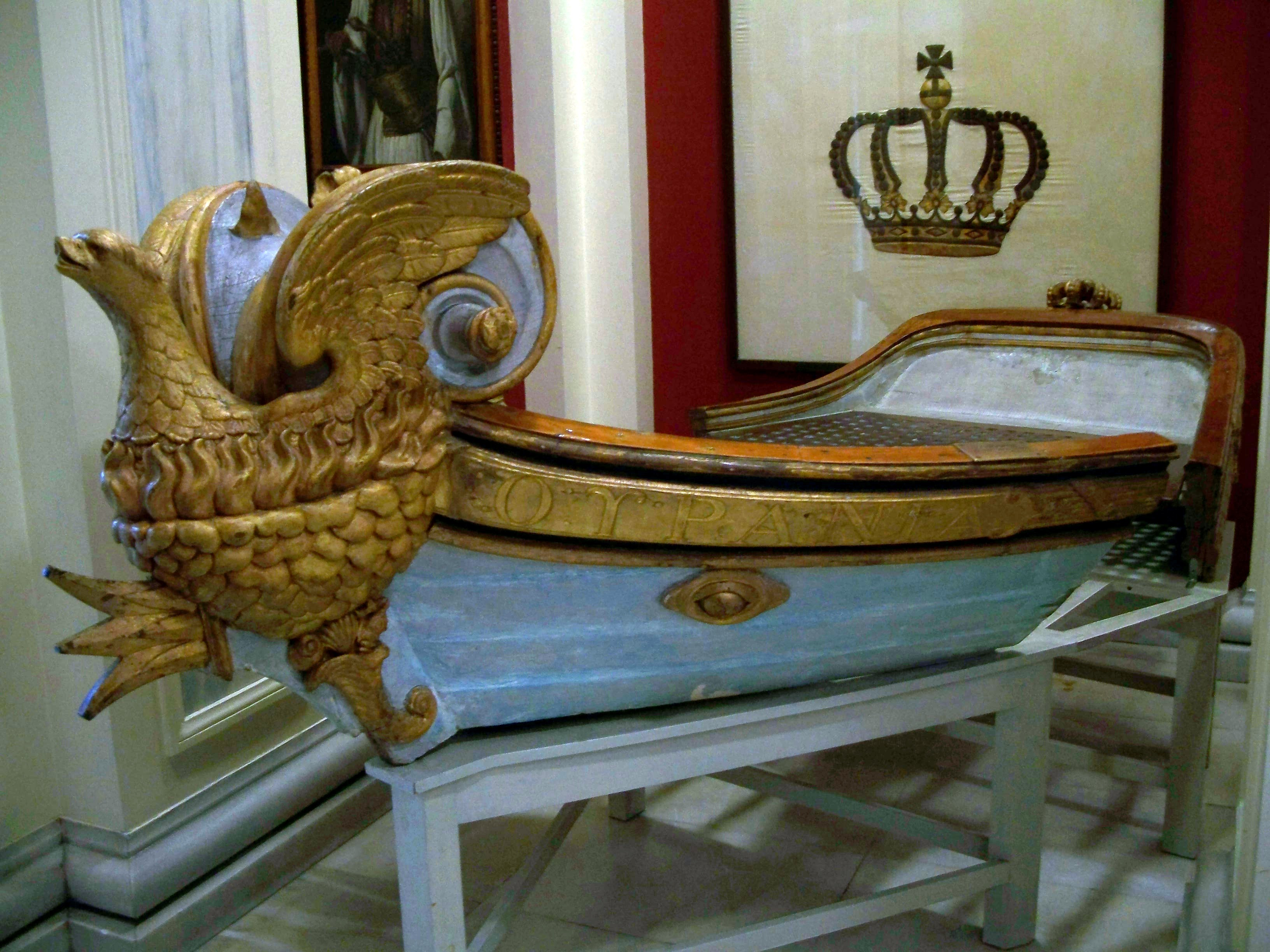
Boot von König Otto I. von Griechenland

Die Ausstellung ist chronologisch gegliedert und durchgängig in Griechisch und teilweise Englisch beschriftet, allerdings didaktisch wenig aufbereitet. Für deutschsprachige Besucher wird ein Faltblatt bereitgehalten, dass stichwortartig den Inhalt der einzelnen Räume beschreibt. Zum Teil werden reliquienartig Gegenstände, insbesondere aus dem Freiheitskrieg Anfang des 19. Jahrhunderts, ausgestellt sowie Erinnerungsstücke an Könige und Politiker. Die dem zugrunde liegende politische und historische Entwicklung dagegen wird nicht erläutert. So wirkt die Ausstellung auf Besucher, die mit der Geschichte Griechenlands nicht vertraut sind, wie ein nationales Heimatmuseum.
Die Ausstellung ist täglich, außer montags, von 9–14 Uhr geöffnet.